# Roser Batalla
Roser Batalla   (Barcelona, 21 de maig de 1965) és una actriu catalana de teatre i sèries de televisió, traductora i locutora d'audiollibres.
A 12 anys va començar a fer petites actuacions, que consistien en petits monòlegs, a la seva escola. Escrivia els monòlegs i la dirigia Pep Dalmau. Animat per ell va entrar al grup L'Ou Nou i es va llicenciar en interpretació a l'Institut del Teatre de Barcelona.
El seu debut professional va ser amb 20 anys en la producció teatral de Dagoll Dagom "El Mikado". També va fer "Mar i Cel", "El mètode Grönholm" o el "Principi d'Arquímedes", que li van suposar la nominació als premis Butaca. També ha dirigit "Un roure" i "Les dones de Frank".
A la televisió va participar a sèries com El cor de la ciutat (2000), Papá, soy una zombi (2011) o El virus del miedo (2015).
El 2021 va rebre el Premi Margarida Xirgu per la interpretació a l'obra "L'empaperat groc", un monòleg d'Apunta Teatre. L'havia estrenat a la Versus Glòries el desembre del 2020.